# Liubîmivka, Novovoronțovka
Liubîmivka (în ucraineană Любимівка) este o comună în raionul Novovoronțovka, regiunea Herson, Ucraina, formată numai din satul de reședință.

## Demografie
Componența lingvistică a comunei Liubîmivka
     Ucraineană (96,46%)
     Rusă (2,54%)
     Alte limbi (0,41%)
Conform recensământului din 2001, majoritatea populației comunei Liubîmivka era vorbitoare de ucraineană (96,46%), existând în minoritate și vorbitori de rusă (2,54%).